# Championnat d'Iran de football 2018-2019
Navigation
Saison précédente Saison suivante

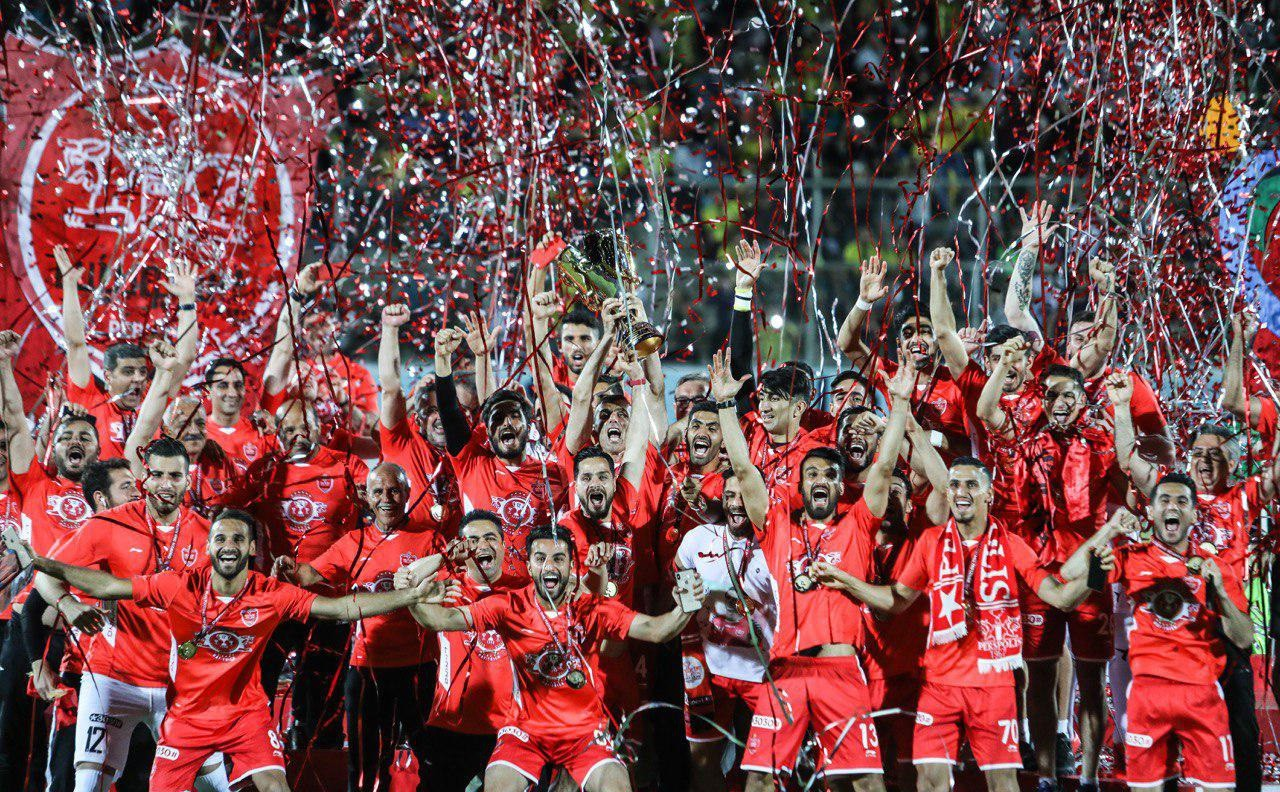
Le Persépolis FC célébrant la victoire du championnat.

La saison 2018-2019 du Championnat d'Iran de football est la trente-septième édition du championnat national de première division iranienne. Les seize meilleurs clubs du pays prennent part au championnat organisé par la Fédération d'Iran de football. Les équipes sont regroupées au sein d'une poule unique, où elles rencontrent leurs adversaires deux fois, à domicile et à l'extérieur. À l'issue du championnat, les deux derniers du classement sont relégués et remplacés par les deux meilleurs clubs de deuxième division (en) (Azadegan League).
Le Persépolis FC, tenant du titre, remporte son douzième titre de champion d'Iran, le cinquième depuis la création de la Pro League.

## Qualifications continentales
En fin de saison, le champion et le vainqueur de la Coupe d'Iran se qualifient pour la phase de groupes de la Ligue des champions tandis que le 2e et le 3e du classement doivent passer par le tour préliminaire. Si le vainqueur de la Coupe se classe parmi les trois premiers, c'est le 4e qui obtient son billet pour les barrages de la Ligue des champions.

## Les clubs participants
- Esteghlal Téhéran
- Persépolis FC
- Zob Ahan FC
- Saipa Karaj
- Gostaresh Foolad Tabriz est remplacé par Machine Sazi FC
- Padideh Mashhad
- Pars Jonoubi Jam FC
- Paykan Football Club
- Foolad Ahvaz
- Sepidrood Rasht
- Sepahan FC
- Naft Masjed Soleyman - Promu de Liga Azadegan
- Sanat Naft
- Esteghlal Khuzestan
- Tractor Sazi
- Nassaji Mazandaran  - Promu de Liga Azadegan

- Gostaresh Foolad Tabriz est dissous avant le début de saison et est remplacé par Machine Sazi FC appartenant au même propriétaire.

## Compétition

### Classement
Le classement est établi sur le barème de points classique (victoire à 3 points, match nul à 1, défaite à 0).
| Rang | Équipe                 | Pts  | J  | G  | N  | P  | Bp | Bc | Diff |
| ---- | ---------------------- | ---- | -- | -- | -- | -- | -- | -- | ---- |
| 1    | Persépolis FCT C       | 61   | 30 | 16 | 13 | 1  | 36 | 14 | +22  |
| 2    | Sepahan Ispahan        | 58   | 30 | 15 | 13 | 2  | 46 | 20 | +26  |
| 3    | Esteghlal Téhéran      | 57   | 30 | 16 | 9  | 5  | 40 | 13 | +27  |
| 4    | Padideh Mashhad        | 56   | 30 | 16 | 8  | 6  | 32 | 16 | +16  |
| 5    | Tractor Sazi           | 52   | 30 | 14 | 10 | 6  | 42 | 25 | +17  |
| 6    | Zob Ahan FC            | 40   | 30 | 9  | 13 | 8  | 28 | 28 | 0    |
| 7    | Saipa Karaj            | 38   | 30 | 9  | 11 | 10 | 28 | 33 | -5   |
| 8    | Foolad Ahvaz           | 38   | 30 | 9  | 11 | 10 | 30 | 39 | -9   |
| 9    | Sanat Naft             | 37   | 30 | 7  | 16 | 7  | 31 | 30 | +1   |
| 10   | Nassaji Mazandaran P   | 36   | 30 | 7  | 15 | 8  | 29 | 29 | 0    |
| 11   | Paykan Football Club   | 35   | 20 | 9  | 8  | 13 | 27 | 35 | -8   |
| 12   | Pars Jonoubi Jam FC    | 30   | 30 | 7  | 9  | 14 | 28 | 33 | -5   |
| 13   | Machine Sazi FC        | 29   | 30 | 4  | 17 | 9  | 19 | 26 | -7   |
| 14   | Naft Masjed Soleyman P | 22   | 30 | 3  | 13 | 14 | 16 | 34 | -18  |
| 15   | Sepidrood Rasht        | 20   | 30 | 3  | 11 | 16 | 24 | 53 | -29  |
| 16   | Esteghlal Khuzestan    | 12-6 | 30 | 3  | 9  | 18 | 19 | 47 | -28  |

|  | Qualification pour la Ligue des champions de l'AFC 2020                         |
|  | Qualification pour le tour préliminaire de la Ligue des champions de l'AFC 2020 |
|  | Relégation directe en Liga Azadegan                                             |
|  | T : Tenant du titre C : Vainqueur de la Coupe d'Iran P : Promu de Liga Azadegan |

- Esteghlal Khuzestan a une pénalité de six points, imposée par la FIFA.

## Bilan de la saison
| Championnat d'Iran de football 2018-2019 |                           |
| Champion                                 | Persépolis FC (12e titre) |
| Coupes et trophées                       |                           |
| Vainqueur de la Coupe d'Iran 2018-2019   | Persépolis FC             |
| Qualifications continentales             |                           |
| Ligue des champions de l'AFC 2020        | Persépolis FC             |
| Ligue des champions de l'AFC 2020        | Padideh Mashhad           |
| Ligue des champions de l'AFC 2020        | Sepahan Ispahan           |
| Ligue des champions de l'AFC 2020        | Esteghlal Téhéran         |
| Promotions et relégations                |                           |
| Promus en Persian Gulf Pro League        | Gol Gohar Sirjan FC       |
| Promus en Persian Gulf Pro League        | Shahin Bushehr FC         |
| Relégués en Liga Azadegan                | Sepidrood Rasht           |
| Relégués en Liga Azadegan                | Esteghlal Khuzestan       |